# العلاقات الغينية الموزمبيقية
العلاقات الغينية الموزمبيقية هي العلاقات الثنائية التي تجمع بين غينيا وموزمبيق.

## مقارنة بين البلدين
هذه مقارنة عامة ومرجعية للدولتين:
| وجه المقارنة                                              | غينيا       | موزمبيق          |
| --------------------------------------------------------- | ----------- | ---------------- |
| المساحة (كم2)                                             | 245.86 ألف  | 801.59 ألف       |
| عدد السكان (نسمة)                                         | 12.72 مليون | 29.67 مليون      |
| الكثافة السكانية (ن./كم²)                                 | 51.74       | 37.01            |
| العاصمة                                                   | كوناكري     | مابوتو           |
| اللغة الرسمية                                             | لغة فرنسية  | اللغة البرتغالية |
| العملة                                                    | فرنك غيني   | متكال موزمبيقي   |
| الناتج المحلي الإجمالي (بليون دولار)                      | 10.50 مليار | 12.33 مليار      |
| الناتج المحلي الإجمالي (تعادل القوة الشرائية) بليون دولار | 15.24 مليار | 33.35 مليار      |
| الناتج المحلي الإجمالي الاسمي للفرد دولار أمريكي          | 531         | 529              |
| الناتج المحلي الإجمالي للفرد دولار أمريكي                 | 1.22 ألف    | 1.13 ألف         |
| مؤشر التنمية البشرية                                      | 0.411       | 0.416            |
| رمز المكالمات الدولي                                      | +224        | +258             |
| رمز الإنترنت                                              | .gn         | .mz              |
| المنطقة الزمنية                                           | 00          | ت ع م+02:00      |

## منظمات دولية مشتركة
يشترك البلدان في عضوية مجموعة من المنظمات الدولية، منها:
| علم المنظمة | اسم المنظمة                                 | تاريخ انضمام غينيا | تاريخ انضمام موزمبيق |
| ----------- | ------------------------------------------- | ------------------ | -------------------- |
|             | الاتحاد البريدي العالمي                     | ?                  | ?                    |
|             | مؤسسة التنمية الدولية                       | 26 سبتمبر 1969     | 24 سبتمبر 1984       |
|             | منظمة حظر الأسلحة الكيميائية                | ?                  | ?                    |
|             | منظمة التجارة العالمية                      | 25 أكتوبر 1995     | ?                    |
|             | الاتحاد الأفريقي                            | 1963               | ?                    |
|             | الأمم المتحدة                               | 12 ديسمبر 1958     | 16 سبتمبر 1975       |
|             | وكالة ضمان الاستثمار متعدد الأطراف          | 5 أكتوبر 1995      | 23 نوفمبر 1994       |
|             | منظمة الشرطة الجنائية الدولية               | ?                  | ?                    |
|             | مجموعة دول أفريقيا والكاريبي والمحيط الهادئ | ?                  | ?                    |
|             | مؤسسة التمويل الدولية                       | 22 أكتوبر 1982     | 24 سبتمبر 1984       |
|             | البنك الدولي للإنشاء والتعمير               | 28 سبتمبر 1963     | 24 سبتمبر 1984       |
|             | البنك الإفريقي للتنمية                      | ?                  | ?                    |
|             | منظمة التعاون الإسلامي                      | ?                  | ?                    |
|             | المركز الدولي لتسوية المنازعات الاستشارية   | 4 ديسمبر 1968      | 7 يوليو 1995         |
|             | يونسكو                                      | 2 فبراير 1960      | 11 أكتوبر 1976       |

## وصلات خارجية
- موقع وزارة الخارجية الموزمبيقية